# 馬約爾希納 (科澤利希納區)
49°12′59″N 33°58′6″E / 49.21639°N 33.96833°E
馬約爾希納（烏克蘭語：Майорщина），是烏克蘭中部的村莊，隸屬波爾塔瓦州的克雷門丘克區。該村處於沃夫恰河畔，距離米爾戈羅德希納1公里，海拔高度95米，2001年人口40。